# Vireo caribaeus
Vireo caribaeus é uma espécie de ave da família Vireonidae. Ameaçada de extinção, ela é endêmica da ilha colombiana de San Andrés, no Caribe, localizada na costa leste da Nicarágua. Como consequência à perda de habitat devido à população humana em constante expansão nestas pequena ilha, a espécie tornou-se agora limitada a algumas localidades na metade sul da ilha, mas ainda é comum em algumas dessas áreas. Pode ser encontrada na maioria dos tipos de habitat na ilha.

## Descrição
É uma ave pequena, que mede apenas 12,5 cm de comprimento. É verde-oliva na parte superior e esbranquiçada ou amarelo-pálido na parte inferior. Tem duas barras brancas na asa, bordas claras nas penas de voo e uma faixa amarela clara entre o bico e o olho. O olho é castanho-acinzentado. Tem várias cantos e chamados, produzindo uma vocalização de uma sílaba, um canto repetido de duas e outro de três sílabas.
É uma espécie muito semelhante ao Vireo pallens e ao V. modestus. Tem um bico um pouco mais fino e escuro que o V. pallens; e um pouco mais longo e escuro que o do V. modestus, que também difere por ter um olho esbranquiçado e uma faixa mais clara entre o bico e o olho.